# Cantieri del Mediterraneo
Les Cantieri del Mediterraneo (Chantiers de la Méditerranée)  est un chantier naval de Naples situé dans la zone centrale du port.
Le chantier naval, qui se trouve à environ 6 km de l'aéroport de Naples-Capodichino, s'étend sur 160 000 m² comprenant des ateliers, des bâtiments de service, des bureaux, des cales sèches et des jetées pour les activités de réparation. Il dispose de toutes les infrastructures et de tous les équipements nécessaires à la construction, à la réparation et à l'entretien de tous les types de navires.

## Histoire
Le chantier naval a été fondé en 1911 sous le nom de Bacini e Scali Napoletani S.A., pour la construction et la réparation de navires dans le port de Naples avec la gestion de deux cales de lancement et de deux cales sèches appartenant à l'État et en concession à la ville de Naples.
Après les premières années de service dans la période 1918-23 dans le chantier naval en plus des réparations a commencé la première construction de nouveaux navires.
En 1928, l'activité du chantier s'est tournée vers la transformation de cargos en navires à passagers. Entre 1929 et 1931, le chantier naval est géré par Ansaldo, par le biais de la société Officine & Cantieri Partenopei, qui intègre les usines de la société Bacini & Scali Napoletani et les chantiers navals Pattison.
Dans les années 30, caractérisées par une expansion considérable, avec un effectif d'environ 2 000 personnes, le chantier naval reçoit plusieurs commandes de la Regia Marina et construit les torpilleurs Spica et Orsa.
En 1939, l'IRI (Istituto per la Ricostruzione Industriale ou Institut de reconstruction industrielle) a fondé la société Navalmeccanica basée à Naples qui incorporait les sociétés Officine & Cantieri Partnenopei, Cantiere di Vigliena, Officine Meccaniche e Fonderie (ex Hawthorn et Guppy), le chantier naval de Castellammare di Stabia et Bacini e Scali Napoletani.
En 1940, avec l'entrée en guerre de l'Italie pendant la Seconde Guerre mondiale, de nombreuses réparations sont effectuées dans le chantier naval. Pendant le conflit, les chantiers navals subissent des dommages considérables dus aux bombardements alliés. En 1943, après l'armistice (armistice de Cassibile) et les événements qui ont suivi avec l'occupation allemande et les quatre jours de Naples, les équipements, déjà fortement endommagés pendant le conflit, ont été presque entièrement détruits et, après la guerre, la reconstruction du chantier naval a commencé.
En 1955, Bacini & Scali Napoletani fait partie de la Società Esercizio Bacini Napoletani, fondée en 1954, et quitte ainsi Navalmeccanica qui, à son tour, fera partie d'Italcantieri en 1966.
En 1964, Fincantieri, la société financière des entreprises publiques, approuve un plan d'investissement considérable pour la relance de la Società Esercizio Bacini Napoletani.
En 1981, la Società Esercizio Bacini Napoletani a fusionné avec la société Stabilimenti di Taranto. Après la fusion des deux chantiers navals, la société a été rebaptisée Società Esercizio Bacini Meridionali en 1982.
En 1984, à la suite de la restructuration totale de l'industrie navale italienne, Fincantieri, en tant que holding financière, a repris directement les activités opérationnelles de ses filiales.
En 1993, le chantier naval a été repris par un groupe privé et les activités de réparation navale et de gestion de la cale sèche ont été reprises par la société Cantieri del Mediterraneo.
Depuis 1998, le chantier naval a été largement restructuré et depuis 2002, un nouveau plan d'investissement a été approuvé pour améliorer ses services.

## Services
Le chantier naval offre les services suivants:
- Charpente métallique de tout type
- Moteurs principaux de toute puissance
- Organes de direction
- Machines auxiliaires et chaudières
- Tuyaux et canalisations
- Équipements électriques et divers
- L'équipement en général
- Carénage, sablage et peinture
- Mobilier, isolation, revêtement de sol et climatisation

## Source
- (it) Cet article est partiellement ou en totalité issu de l’article de Wikipédia en italien intitulé « Cantieri del Mediterraneo » (voir la liste des auteurs).